# Pemphigidae
Pemphigidae é uma família de insectos da ordem Hemiptera, da superfamília Aphidoidea. Nas taxonomia em que superfamília dos Aphidoidea é dividida nas famílias Aphididae, Adelgidae e Phylloxeridae, este grupo passa a ser uma subfamília dos Aphididae, sob a designação de Pemphiginae.

## Géneros
- Byrsocrypta
- Colopha
- Colophina
- Cornaphis
- Eriosoma
- Forda
- Geoica
- Geopemphigus
- Grylloprociphilus
- Kaltenbachiella
- Melaphis
- Meliarhizophagus
- Mordvilkoja
- Neoprociphilus
- Pachypappa
- Pemphigus
- Prociphilus
- Schizoneura
- Smynthurodes
- Stagona
- Tetraneura
- Thecabius
- Tiliphagus